# 高橋長治

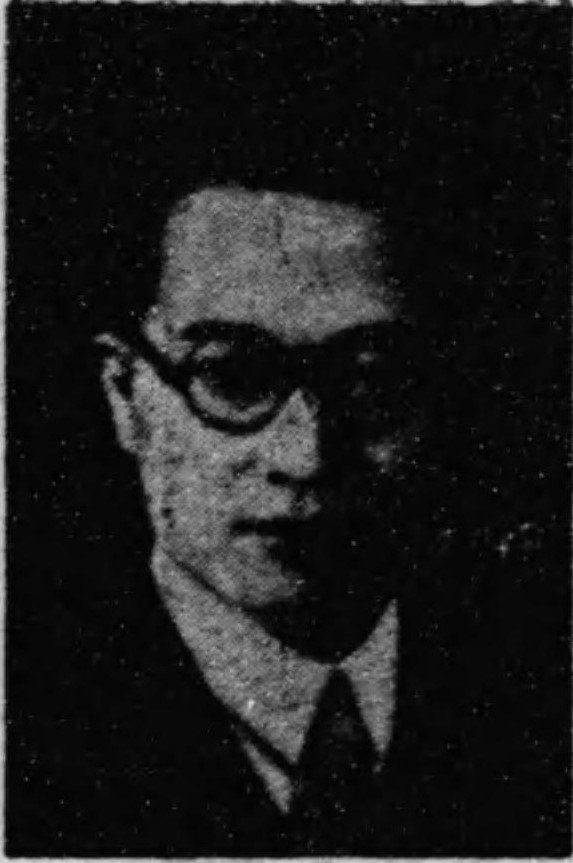
高橋長治

高橋 長治（たかはし ちょうじ、1897年（明治30年）5月21日 - 1981年（昭和56年）12月11日）は、日本の政治家。衆議院議員、神奈川県会議長。

## 経歴
神奈川県、現在の横浜市南区で生まれる。1918年（大正9年）慶應義塾大学部理財科を卒業した。
1928年（昭和3年）神奈川県会議員に選出され（5期在任）、さらに、同議長（2期）、同行政監査委員長、同公安委員会長、同観光審議会副会長、横浜市観光協会（現横浜観光コンベンション・ビューロー）副会長などを務めた。
1947年（昭和22年）4月の第23回衆議院議員総選挙に神奈川県第1区から民主党所属で出馬して当選。第25回総選挙では改進党から出馬して当選し、衆議院議員を通算2期務めた。この間、民主党常議員、改進党政策委員会通商産業部長に在任した。
その他、京浜倉庫（現ケイヒン）取締役、横浜市消防団長などを務めた。
1981年12月、心不全により横浜市中区の警友病院（現けいゆう病院、西区に移転）で死去した。